# Новый Свет (Дубровский район)
Новый Свет — посёлок в Ду́бровском районе Брянской области, в составе Дубровского городского поселения. Расположен у северо-западной окраины посёлка городского типа Дубровка. Население — 72 человека (2010).
Возник в 1920-е годы; до 2005 входил в Немерский сельсовет.
| Годы      | 1926 | 1979 | 1989 | 2002 | 2010 |
| --------- | ---- | ---- | ---- | ---- | ---- |
| Население | 76   | 78   | 64   | 96   | 72   |